# 이규호 (축구 선수)
이규호(1979년 7월 13일 ~ )는 대한민국의 축구 선수로서 포지션은 미드필더이다. 현재 고양 국민은행 소속으로 뛰고 있다. 현재는 동아중학교 1학년 6반 담임을 맡고 있다.2022년 기준 동아고등학교 체육교사로 재직중이다.